# D. Frangopoulos
D. Frangopoulos (em grego:Δ. Φρανγόπουλοσ ) foi um tenista grego.

## Olimpíadas de 1896
D. Frangopoulos representou seu país nos Jogos Olímpicos de Verão de 1896, em simples perdendo para Momcsilló Tapavicza. Em duplas não disputou.